# Aaron
Aharon (tiếng Hebrew: אַהֲרֹן‎, đã Latinh hoá: Ahărōn, tiếng Ả Rập: هَارُون, đã Latinh hoá: Hārūn, còn gọi là A-rôn) là một ngôn sứ người Do Thái, thượng tế và là anh trai của Môsê. Ông được nhắc đến trong Kinh Thánh Hebrew, Tân Ước (Phúc Âm Luca, Công vụ Tông đồ, Thư gửi tín hữu Do Thái) và Qur'an.
Aharon không được nuôi dạy và sinh sống trong cung vua Ai Cập như em mình là Môsê mà sống cùng chị ruột là Miriam và họ hàng ở đất Gôsen, phía đông bắc châu thổ sông Nin. Khi Mosê lần đầu ra yêu sách với vua Ai Cập về việc bắt dân Israel làm nô lệ, Aharon đã đi cùng và làm ngôn sứ cho em trai mình trước Pharaô (Xuất hành 7:1). Kinh Torah chép rằng tại Sinai, Thiên Chúa truyền cho Môsê xức dầu tấn phong cho Aharon chức vụ tư tế, được các hậu duệ nam của ông kế thừa; Aharon trở thành vị Thượng tế đầu tiên của người Israel. Có nhiều đề xuất khác nhau về thời điểm Aharon đã sống, từ khoảng 1600 tới 1200 TCN.
Aharon qua đời trước khi dân Israel vượt qua sông Jordan và ông được chôn cất trên núi Hor (Dân số 33:39;. Đệ nhị luật 10:6 ghi rằng ông qua đời và được chôn cất tại Môxêra).